# Hester Grenville
Hester Grenville, baronessa Chatham (Londra, 8 novembre 1720 – Burton Pynsent, 9 aprile 1803), è stata una nobildonna britannica.

## Biografia
Era l'unica figlia di Richard Grenville, e di sua moglie, Hester Temple. Trascorse la sua infanzia con i suoi fratelli a Stowe House e Wotton House, coltivando un interesse per la politica.

## Matrimonio
Sposò, il 16 novembre 1754, William Pitt, I conte di Chatham, figlio di Robert Pitt e Harriet Villiers, che conosceva da oltre vent'anni come amico dei suoi fratelli. Ebbero cinque figli:
- Lady Hester (1755–1780), sposò Charles Stanhope, III conte di Stanhope, ebbero tre figlie;
- John Pitt, II conte di Chatham (1756–1835);
- Lady Harriet (1758–1786), sposò Edward James Eliot, ebbero una figlia;
- Lord William (1759–1806);
- Lord James Charles (1761–1781).

## Morte
Morì il 9 aprile 1803 a Londra. Fu sepolta nell'Abbazia di Westminster.